# Liste des stratèges grecs
 (novembre 2014).
Sauf précision contraire, les dates de cet article sont sous-entendues « avant l'ère commune » (AEC), c'est-à-dire « avant Jésus-Christ ».
Cet article présente la liste non exhaustive des stratèges « connus » de Grèce antique.

## Stratèges d'Athènes
En 508, Clisthène réforma le système politique athénien, jusqu'ici dominé par un tyran. Il instaura le principe de l'isonomie, qui vise à « l'égale répartition du pouvoir » entre les citoyens athéniens, indépendamment de toute considération de classe sociale.
Trois institutions politiques furent créées :
- L'Héliée forme le tribunal d'Athènes. Il est composé de 6 000 juges tirés au sort parmi l'assemblée des citoyens.
- La Boulè correspond à l'assemblée législative d'Athènes, chargée de préparer les lois et de les appliquer. Elle compte 500 membres tirés au sort parmi l'assemblée des citoyens. Elle contrôle également le pouvoir des magistrats élus.
- L'Ecclésia constitue l'assemblée des citoyens, en théorie au nombre de 40 000. Cette assemblée décide des déclarations de guerre, oriente les décisions législatives de la Boulé, vote les lois et contrôle le pouvoir des magistrats élus (vote de l'ostracisme permettant d'exclure les magistrats de la citoyenneté athénienne). En outre, l'Ecclésia est chargée de nommer ses représentants par tirage au sort (membres de la Boulé et de l'Héliée) ou par vote à main levée (magistrats élus).

Chaque année, l'assemblée des citoyens élit des magistrats chargés de s'occuper des affaires de la cité. Parmi-ceux ci figurent les polémarques, les archontes .
À Athènes, 10 stratèges étaient élus annuellement. Ce sont des magistrats militaires, chargés de gérer les affaires publiques, politiques et militaires de la cité. Leur rôle était équivalent au chef de l'État.
- 490 : Miltiade le Jeune - Aristide le Juste[3] - Thémistocle[4]
- 479 : Xanthippe
- 478 : Cimon, fils de Miltiade le Jeune
- 477 : Cimon
- 476 : Cimon
- 475 : Cimon
- 474 : Cimon
- 473 : Cimon
- 472 : Cimon
- 471 : Cimon
- 470 : Cimon
- 469 : Cimon
- 468 : Cimon
- 467 : Cimon
- 466 : Cimon
- 465 : Cimon
- 464 : Cimon
- 463 : Cimon
- 462 : Cimon - Périclès, fils de Xanthippe
- 461 : Périclès
- 460 : Périclès
- 459 : Périclès
- 458 : Périclès
- 457 : Périclès
- 456 : Périclès
- 455 : Périclès
- 454 : Périclès
- 453 : Périclès
- 452 : Périclès
- 451 : Périclès
- 450 : Périclès
- 449 : Périclès
- 448 : Périclès
- 447 : Périclès
- 446 : Périclès
- 443 : Périclès
- 442 : Périclès
- 441 : Périclès - Sophocle[5]
- 440 : Périclès - Sophocle
- 439 : Périclès
- 438 : Périclès
- 437 : Périclès
- 436 : Périclès
- 435 : Périclès - Lamachos
- 434 : Périclès
- 433 : Périclès
- 432 : Périclès
- 431 : Périclès
- 430 : Périclès
- 429 : Périclès - Phormion
- 426 : Démosthène
- 424 : Thucydide
- 420 : Alcibiade
- 409 : Anytos
- 406 : Thrasylle - Périclès le Jeune, fils de Périclès - Aristocrate - Aristogène - Diomédon - Erasinidès - Lysias - Protomaque
- 389 : Agyrrhios
- 378 : Timothée - Chabrias - Callistratos
- 371 : Phocion

## Stratèges des Phocidiens
- 356 : Philomélos
- 355 : Onomarchos

## Stratèges de Tarente
- 367 : Archytas de Tarente[6]
- 366 : Archytas de Tarente
- 365 : Archytas de Tarente
- 364 : Archytas de Tarente
- 363 : Archytas de Tarente
- 362 : Archytas de Tarente
- 361 : Archytas de Tarente

## Stratèges de la Ligue achéenne
- Aratos de Sicyone (245)
- Aristomachos d'Argos (228/227)

## «Stratèges d'Europe»
- 334-319 : Antipatros
- 319-317 : Polyspérkhôn
- 311-305 : Kássandros, prend le titre de roi de Macédoine en 305.

## «Stratèges d'Asie»
- 321-306 : Antigonos Monophtalmos, prend le titre de « roi d'Asie » en 306 avec son fils Dêmếtrios Poliorkêtês.
- 318-316 : Euménès

## «Stratège de Sicile»
- 316-307 : Agathoclès, prend le titre de « roi de Sicile » en 307 puis de roi (basileus) de Syracuse en 305.